# Wewnętrzny biel
Wewnętrzny biel – pierścień lub łuk jaśniej zabarwionego drewna w obrębie twardzieli, złożony nieregularnie z jednego lub kilku słojów rocznych. Wewnętrzny biel należy do wad drewna z grupy zabarwień.
Brak substancji twardzielowych w wewnętrznym bielu, duże nagromadzenie skrobi i brak wcistek wpływa na zmniejszenie się jego odporności na działalność rozkładową grzybów. W związku z tym wewnętrzny biel ulega często zgniliźnie jeszcze w żyjących drzewach, przechodząc w tzw. opuklinę.

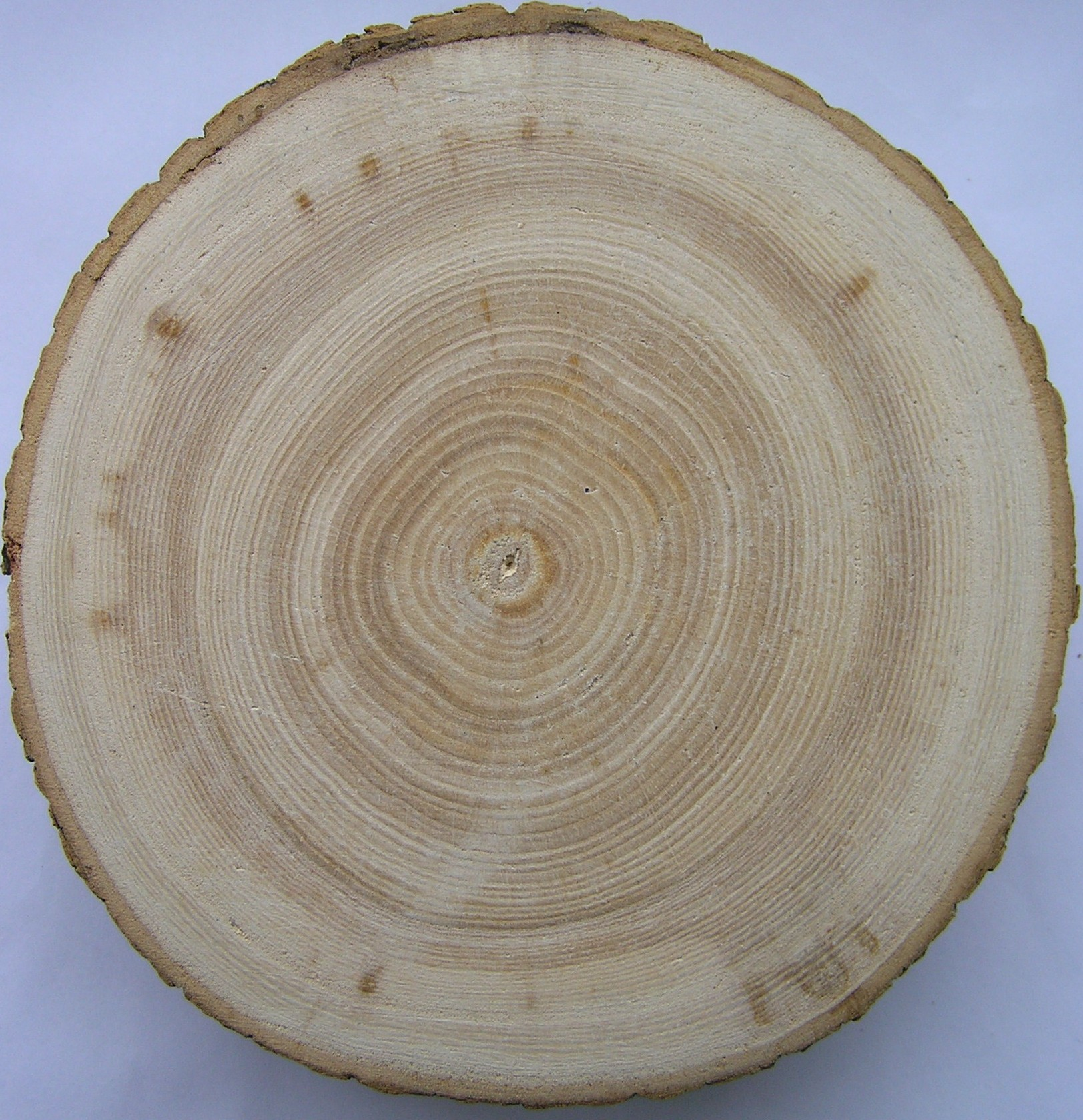
w. biel u jesionu przekrój poprzeczny
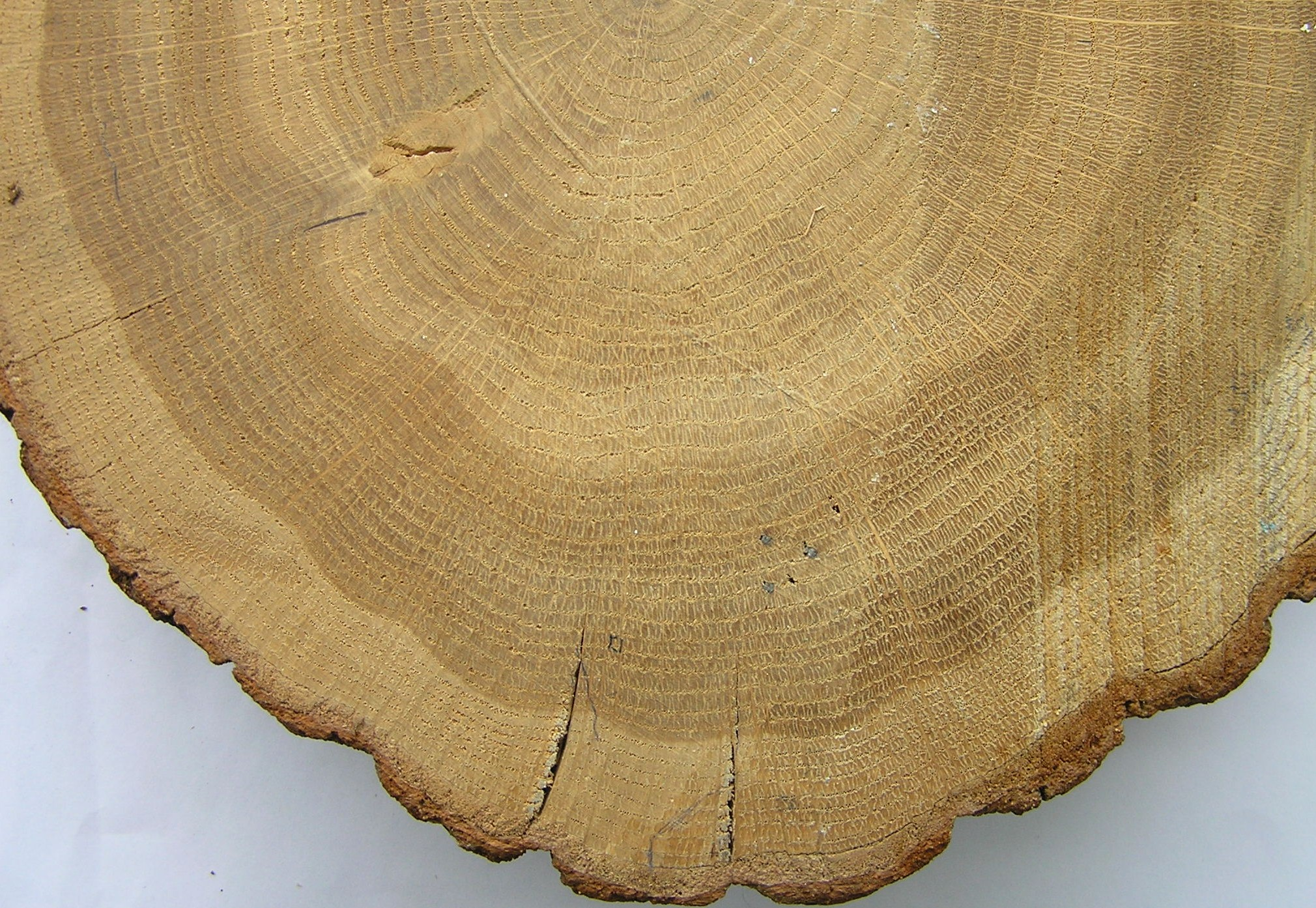
w. biel u dębu – przekrój poprzeczny
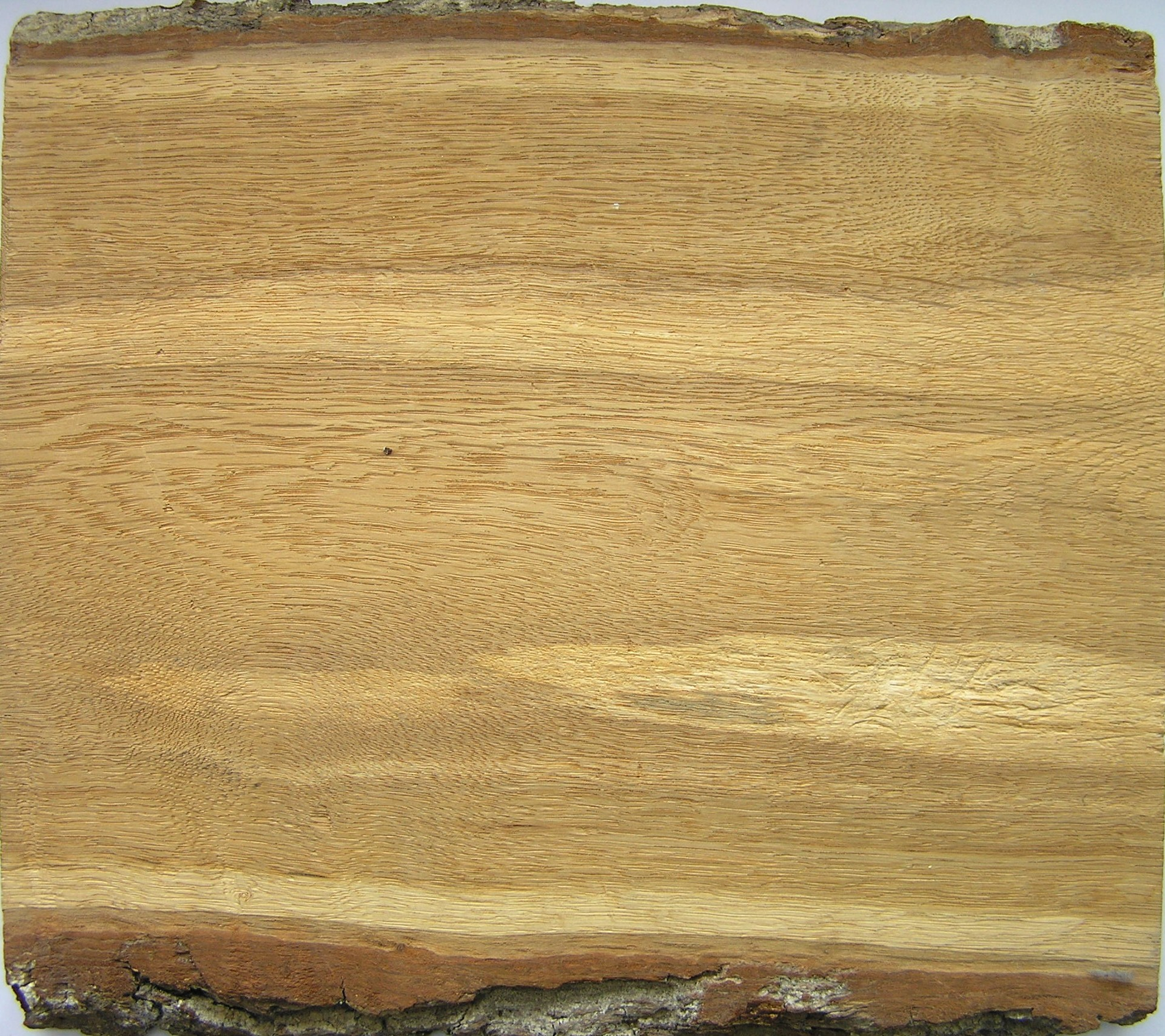
w. biel u dębu – przekrój podłużny